# Cossen (Lunzenau)
Cossen ist ein Ortsteil der Stadt Lunzenau im sächsischen Landkreis Mittelsachsen. Er wurde am 1. Januar 1994 nach Lunzenau eingemeindet.

## Geografie

### Geografische Lage und Verkehr

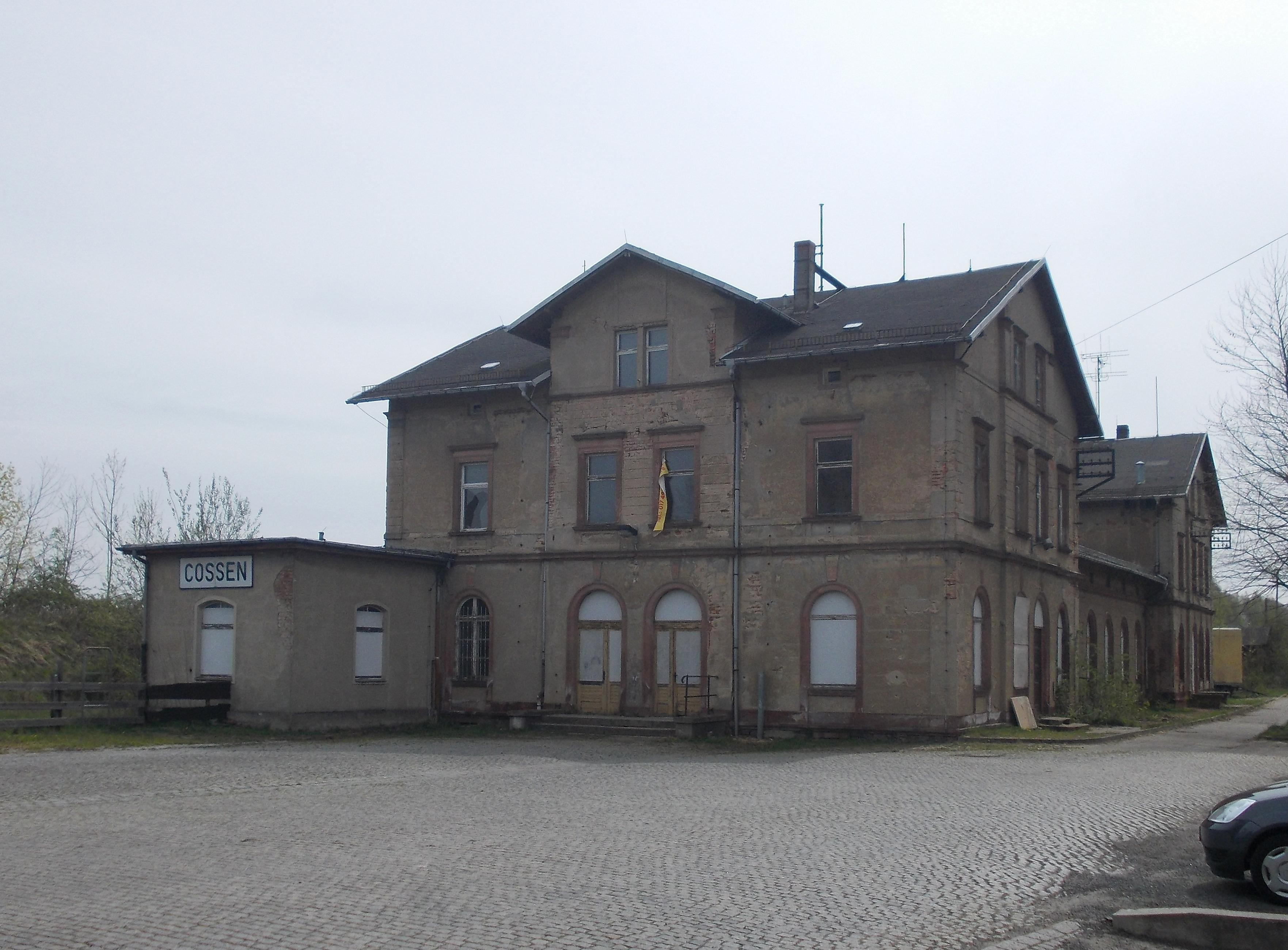
Bahnhof Cossen, Empfangsgebäude (2015)

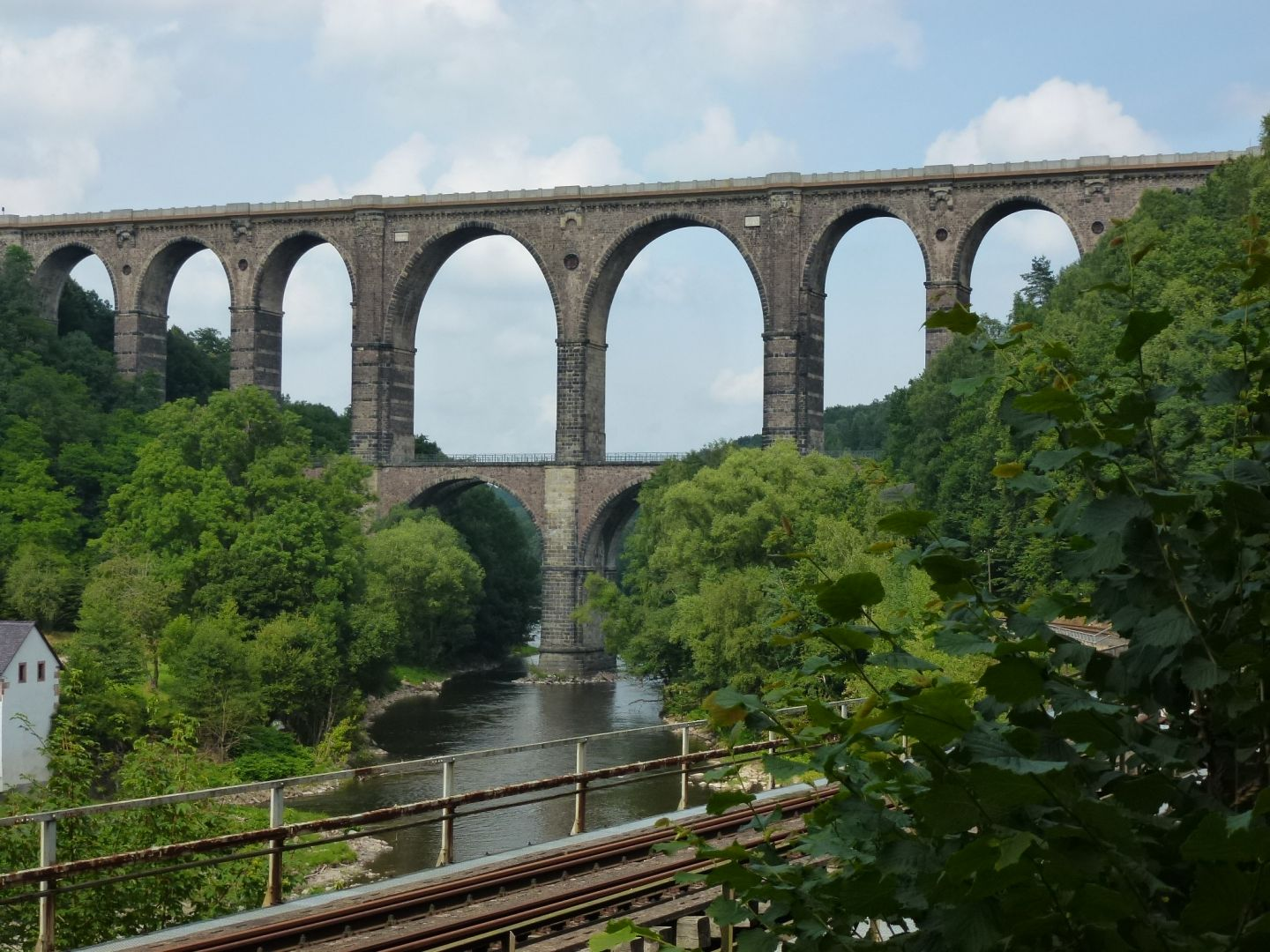
Göhrener Viadukt

Cossen liegt im Osten der Stadt Lunzenau auf einer Hochfläche zwischen den Tälern der Chemnitz im Osten und der Zwickauer Mulde im Westen. Die Mündung der Chemnitz in die Zwickauer Mulde bildet die Nordspitze der Cossener Flur. Dort treffen auch die Trassen der stillgelegten Bahnstrecken Glauchau–Wurzen (Muldentalbahn) und Wechselburg–Küchwald (Chemnitztalbahn) aufeinander. Durch Cossen selbst verläuft die Bahnstrecke Neukieritzsch–Chemnitz, die nördlich des Orts die Zwickauer Mulde über den Göhrener Viadukt überquert. Der 1872 eröffnete Bahnhof Cossen befindet sich südöstlich des Orts an der Bahnstrecke Neukieritzsch–Chemnitz. Er wird seit 2005 nicht mehr im Personenverkehr bedient. Während auf der Bahnstrecke Neukieritzsch–Chemnitz regulärer Personenverkehr zwischen Leipzig und Chemnitz stattfindet, wird der durch Cossen führende Abschnitt der Muldentalbahn für Sonderfahrten mit Motordraisinen genutzt.

### Nachbarorte
|                               | Göhren, Wechselburg                         |            |
| Schlaisdorf (Großschlaisdorf) | Kompassrose, die auf Nachbargemeinden zeigt | Göritzhain |
|                               | Hohenkirchen                                |            |

## Geschichte

### Ortsgeschichte von Cossen

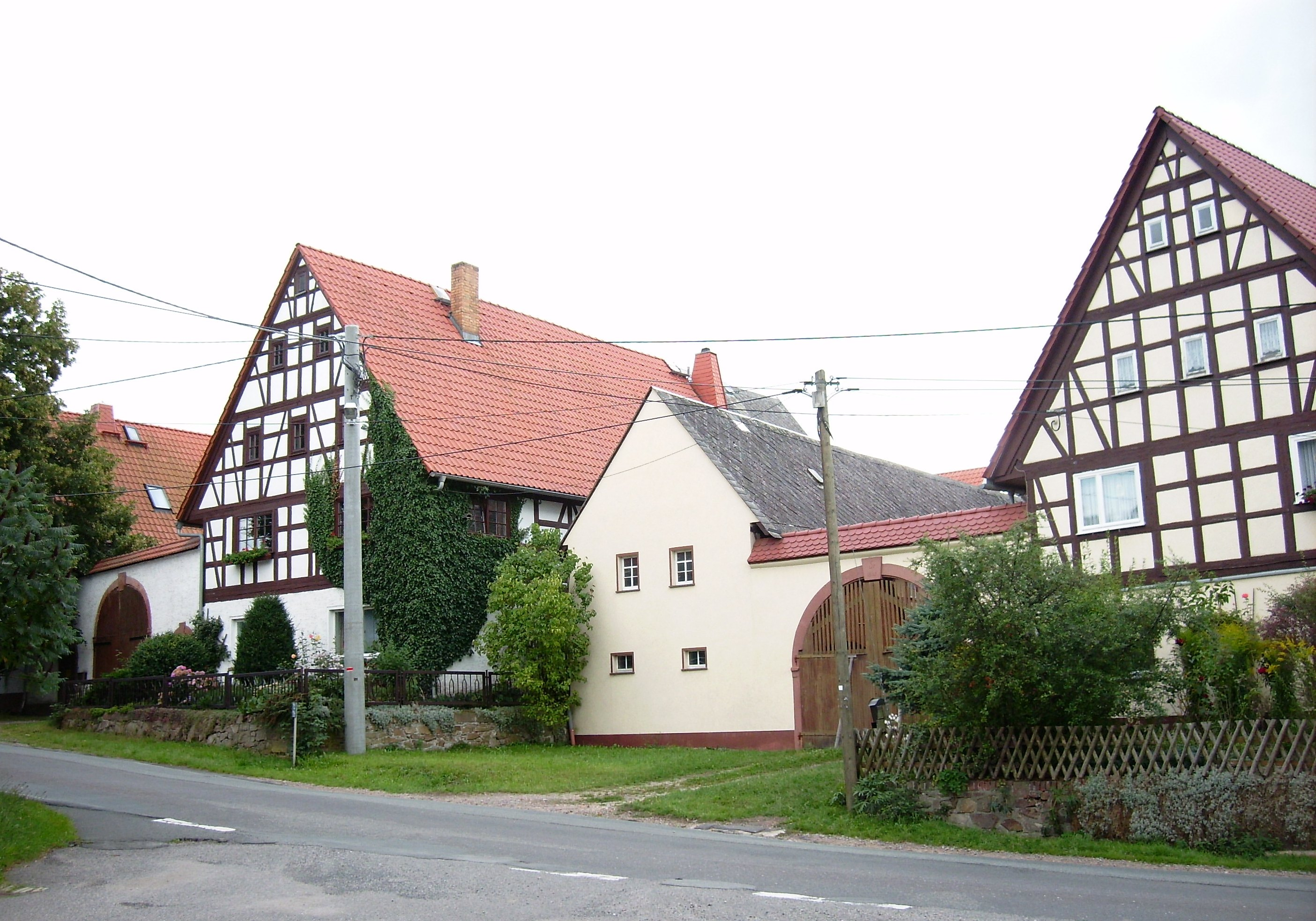
Fachwerkhäuser in Cossen

Das Gassendorf Cossen wurde im Jahr 1280/1282 als Cossin erwähnt. Vermutlich wurde der Ort jedoch bereits um 1100 von hier siedelnden Slawen bewohnt. Anschließend wurde Cossen wahrscheinlich um 1168 von Franken aus der Pfalz und Hessen besiedelt, die auf Veranlassung von Dedo von Groitzsch ins Land kamen. Ursprünglich gehörte Cossen als wettinisches Lehen zur Herrschaft Rochsburg. Im Jahr 1280 übereignete der Altenburger Burggraf Dietrich II. den Ort zusammen mit Hohenkirchen, der späteren Wüstung Gückelsberg und der Hälfte von Göritzhain an das Deutschordenshaus Zschillen. Seitdem gehörte Cossen zum Besitz des Klosters Zschillen. Dieses kam im Jahr 1543 mit dem gesamten Besitz an Herzog Moritz von Sachsen, der es umgehend säkularisierte und an die Herren von Schönburg gegen die Orte Hohnstein, Wehlen und Lohmen in der heutigen Sächsischen Schweiz vertauschte. Daher kam für den Ort und die Klosteranlage der Name Wechselburg auf. Seitdem wurde Cossen als Amtsdorf der schönburgischen Herrschaft Wechselburg geführt, welche den Herren von Schönburg unter wettinischer Oberhoheit gehörte. Kirchlich ist Cossen seit jeher nach Hohenkirchen gepfarrt. Im Rahmen der administrativen Neugliederung des Königreichs Sachsen wurde Cossen als Teil der schönburgischen Lehnsherrschaft Wechselburg im Jahr 1835 der Verwaltung des königlich-sächsischen Amts Rochlitz unterstellt. Im Jahr 1856 kam die Gemeinde Cossen zum Gerichtsamt Burgstädt und 1875 an die neu gegründete Amtshauptmannschaft Rochlitz. Mit der Eröffnung der Bahnstrecke Neukieritzsch–Chemnitz im Jahr 1872 erhielt Cossen einen eigenen Bahnhof südlich des Orts. In Richtung Leipzig überquert die Bahnstrecke die Zwickauer Mulde über den Göhrener Viadukt, welcher zum Teil in der Cossener Flur liegt. Der Abschnitt Penig–Rochlitz der Bahnstrecke Glauchau–Wurzen (Muldentalbahn) über Cossener Flur wurde am 29. Mai 1876 eröffnet.
Durch die zweite Kreisreform in der DDR im Jahr 1952 wurde die Gemeinde Cossen dem Kreis Rochlitz im Bezirk Chemnitz (1953 in Bezirk Karl-Marx-Stadt umbenannt) angegliedert, der 1990 als sächsischer Landkreis Rochlitz fortgeführt wurde und 1994 im Landkreis Mittweida bzw. 2008 im Landkreis Mittelsachsen aufging.
Am 1. Januar 1994 wurde Cossen nach Lunzenau eingemeindet. Zwischen 2004 und 2006 erfolgte eine Modernisierung der Bahnverbindung Leipzig–Chemnitz über Bad Lausick zur Anhebung der Höchstgeschwindigkeit auf 160 km/h. In diesem Zuge wurde der Bahnhof Cossen im Jahr 2005 als Zugangsstelle aufgegeben. Der Schienenverkehr auf der Muldentalbahn zwischen Glauchau und Wechselburg war bis zum 13. August 2002 in Betrieb. Nach dem als Jahrhundertflut bekannt gewordenen Elbehochwasser 2002, von dem auch die Zwickauer Mulde betroffen war, wurde der Zugverkehr wegen Hochwasserschäden sowie des dringend sanierungsbedürftigen Zustands verschiedener Trassenbauwerke eingestellt. Heute findet auf dieser Trasse gelegentlicher touristischer Verkehr mit Motordraisinen statt.

### Geschichte des Kraftfutterwerks in Cossen

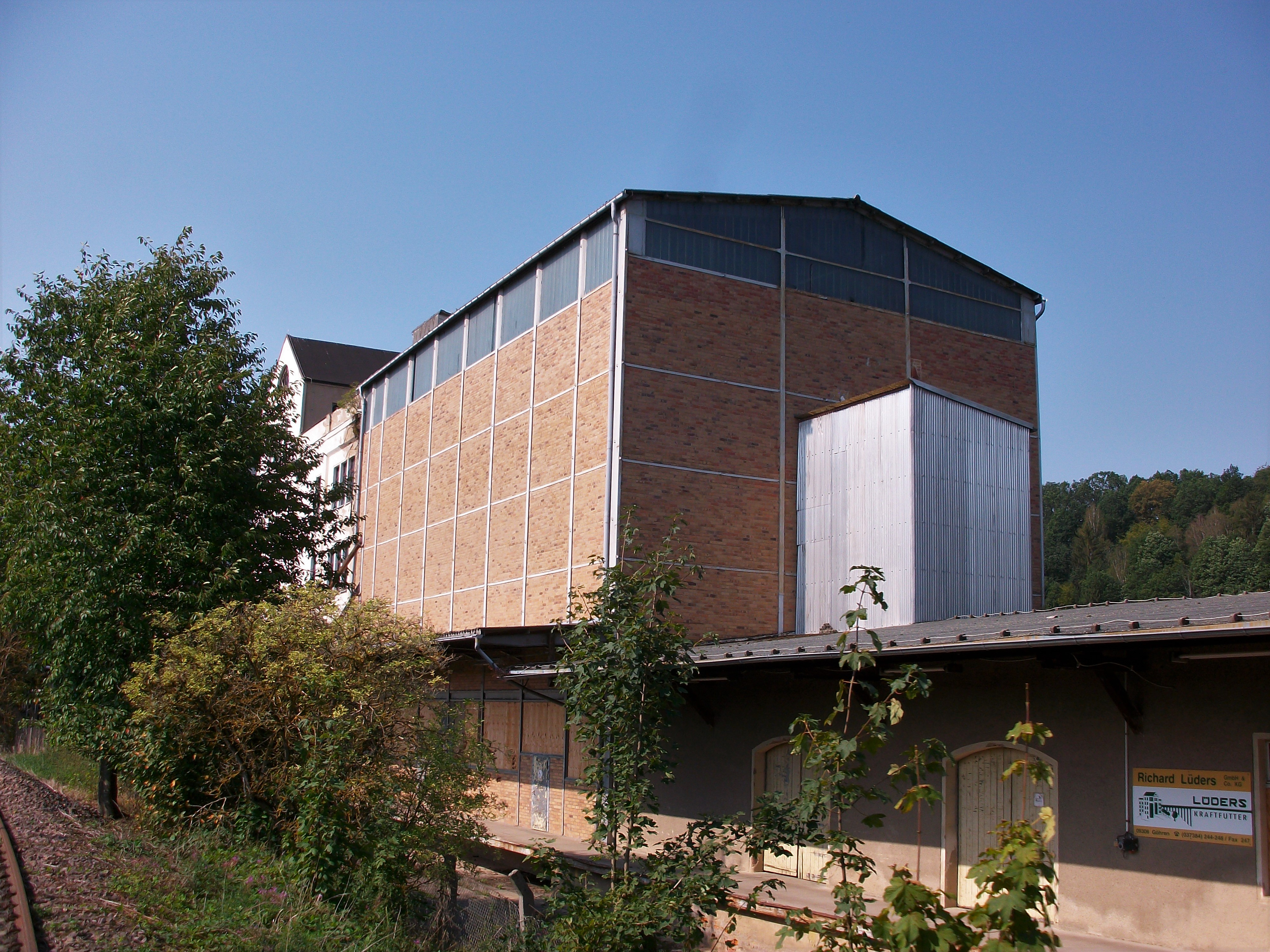
Ehemaliges Gebäude der Richard Lüders GmbH & Co. KG Kraftfutterwerk Göhren in Cossen

Der noch recht junge Kaufmann Adolf Richard Lüders kaufte im Jahr 1875 die Göhrener Mühle in Untergöhren, welche sich am Cossen gegenüberliegenden Ufer der Zwickauer Mulde befindet. Im Jahr 1903 erfolgte durch die Familie Lüders der Bau der König-Georg-Brücke über die Zwickauer Mulde zwischen Cossen und Göhren. Dieser war mit einem hohen Einsatz von Geld und Grundstücken verbunden. Am Cossener Muldenufer gegenüber der Göhrener Mühle entstand im Jahr 1908 ein Getreidespeicher von 400 t Kapazität, welcher ein Anschlussgleis von der Bahnstrecke Glauchau–Wurzen (Muldentalbahn) erhielt. Auf diesem Areal entstand 1912 eine neue automatische Roggen- und Weizenmühle mit Silo. Der Grund dafür war, dass sich das Göhrener Mühlengebäude am alten Standort für weitere Um- und Einbauten als zu klein erwies. Der Mühlgraben wurde aufgrund der neuen Situation erweitert. Die neue Göhrener Mühle wurde nach einem Brand 1926 nach modernem Standard wiederhergestellt.
Die Einstellung der Mehlproduktion in der alten Göhrener Mühle in Untergöhren erfolgte 1972. Im gleichen Jahr wurde der Eigentümer Herr Lüders enteignet und der Betrieb dem VEB Kombinat Getreidewirtschaft Karl-Marx-Stadt angeschlossen. Nach vierjähriger Betriebsruhe der neuen Mühle auf Cossener Flur war der Umbau zur Mischfutterproduktion vollzogen. Der Betrieb arbeitete bis zur Wende unter dem Namen VEB Kraftfuttermischwerk Göhren.
Nach der Reprivatisierung im Jahr 1990 wurde das Kraftfutterwerk am Standort der Neuen Göhrener Mühle auf Cossener Flur als Kraftfutterwerk Richard Lüders GmbH & Co. KG weitergeführt. Am Standort der Alten Göhrener Mühle in Untergöhren erfolgte im Jahr 1994 die Modernisierung der Turbinenanlage und der Netzanschluss der modernisierten Wasserkraftanlage.
Nach dem Insolvenzverfahren der Richard Lüders GmbH & Co. KG Kraftfutterwerk Göhren gehörte der Betrieb auf Cossener Flur ab dem 1. Dezember 2000 zur Altenburger Kraftfutterwerk und Getreidehandel GmbH. Im Jahr 2006 war der Standort Cossen der Altenburger Kraftfutterwerk und Getreidehandel GmbH noch als anerkannter Betrieb im Hinblick auf bestimmte Zusatzstoffe, Vormischungen und Futtermittel gelistet. In der Folgezeit gab die Altenburger Kraftfutterwerk und Getreidehandel (ALKA) GmbH ihren Standort in Cossen auf, worauf ein Fehlen der Niederlassung Cossen in der Standortliste des Unternehmens deutet.